# Ljiljana Petrović
Ljiljana Petrović (serbiska: Љиљана Петровић), född 1939 i Bosanski Brod i Jugoslavien, död 4 februari 2020 i Novi Sad, var en serbisk sångerska och poet. Hon var Jugoslaviens första representant i Eurovision Song Contest, då hon framförde låten Neke davne zvezde (svenska: "Några avlägsna stjärnor") i Cannes 1961.
Petrović växte upp i den serbiska staden Novi Sad. Hon blev upptäckt av direktören för skivbolaget Jugoton i samband med en spelning på i Vili Karolina (Mali Losinj) 1960. Hon spelade in EP:n Sayonara i Radio Ljubljanas studio, vilken utgavs året därpå. Här mötte hon den slovenske kompositören Jože Privšek och han bad henne framföra hans låt Neke davne zvezde i Jugoslaviens nationella uttagning (Jugovizija), som hölls i Ljubljana, till Eurovision Song Contest i Cannes 1961. Hon tackade ja och trots hård konkurrens från redan etablerade artister som Lola Novaković och Ivo Robić vann Petrović uttagningen och fick därmed bli Jugoslaviens första representant i Eurovision Song Contest, som hölls i den franska staden Cannes. Hon slutade här på en åttondeplats (av totalt 16 bidrag) med nio poäng. Hon återkom till Jugovizija året därpå, då hon framförde bidraget Ko crne ruže cvijet.
Under 1960- och 70-talen gav Petrović ut flera skivor och fick flera hits. Utöver sången har hon även medverkat som textförfattare till flera av sina låtar. Sedan 1970-talets mitt har hon främst satsat på en karriär inom TV och sedan 1989 har hon ägnat sig åt diktformen haiku. Hennes första diktsamling, Ljiljana, gavs ut 1991 och sedan 1995 har hon även tonsatt haiku-verser.

## Diskografi
- Sastanak u 6 (1961)
- Andrija (1962)
- O, slatka baby (1962)
- Chicago (1962)
- Lutanja (1962)
- Brigitte Bardot (?)
- Twist ljubavi (1963)
- Kad praštamo jedno drugom (1964)
- Pogreših samo jedno (1964)
- Mladi smo (1970)
- Bekime, Bekime (1971)
- Ne igraj se, vetre (1973)
- Sinulo je sunce (1974)